# 男人唔可以窮
《男人唔可以窮》（英語：Golden Brother）是2014年的一部香港電影，由鍾澍佳執導，黃宗澤、陳偉霆、謝天華、鄧麗欣主演。本片改編自香港高登討論區會員薛可正的同名小說，於2014年9月18日在香港上映，中國大陸於12月24日上映。

## 劇情
當時失業、失戀的薛可正，在走投無路的情況下加入倫敦金公司做經紀。故事雖然以「窮」和「倫敦金」作為開場，但主線劇情卻圍繞著親情、事業、愛情、兄弟情等幾樣感人最深的要素
故事早期講述薛可正加入倫敦金公司的經歷和見聞。到了中期和後期就主要講述父親和前度女友過去的種種。薛可正用一個男人的角度，描寫出喪父失戀後心境的轉折。

## 演員
| 演員   | 角色          | 簡介 |
| ------ | ------------- | --- |
| 黃宗澤 | 薛可正        | 男主角，原本是個幼稚、自我且從不為他人著想的自私鬼，歷經喪父與失戀後思想開始成熟，最後與安兒在一起                             |
| 陳偉霆 | 薛可勇        | 薛可正之弟，個性衝動且坐過牢，後來跟Yoyo結婚                                                                                   |
| 謝天華 | 周祥德        | 前警員，宏訊金融集團老闆，薛天來的好友                                                                                         |
| 鄧麗欣 | 張以娜        | 原為薛可正女友，事事為可正分憂解難的好女孩，後來受不了薛可正自我且從不為他人著想的個性分手，最後帶著病重的弟弟移民英國再無往來 |
| 金剛   | 蘇志華 German | 金融集團幹部，與薛可正勢同水火                                                                                                 |
| 趙榮   | 梁安兒        | 鍾思倪的單親媽媽，後來成為薛可正女友                                                                                           |
| 陳學兒 | 鍾思倪        | 梁安兒之單親兒子 |
| 陳嘉桓 | 姚靜悠 Yoyo   | 薛可勇之女友，未婚懷孕，後來順利與薛可勇結婚                                                                                   |
| 廖啟智 | 薛天來        | 薛可正、薛可勇之父，退休警察，痛恨炒金。後來癌症去世                                                                           |
| 洪天明 | 趙文栽        | 金融集團員工 |
| 龔慈恩 |               | 薛可正、薛可勇之母，時常調解父子之間的關係                                                                                     |
| 盧宛茵 |               | Yoyo之母 |
| 關寶慧 | 葉姫詩        | 張以娜上司，已婚。一直以來都是以娜傾訴感情的對象，因為打扮中性被可正誤認為是以娜劈腿的對象而懷有敵意，痛斥在餐廳無理取鬧的可正 |
| 許紹雄 |               | 薛可正之前老闆 |
| 鄭詩君 |               | 薛可正之前老闆的兒子 |
| 陸永權 | 鍾國祥        | 梁安兒前夫，只會回家拿錢與打人的渣男，後來被薛可正趕走                                                                         |
| 徐偉棟 |               | 波友 |
| 吳浩康 |               | 收數佬 |
| 李璨琛 | 王力維        | 銀行職員，薛可正之舊同學 |
| 翟天臨 | Jacky         | 李總 |
| 田啟文 | 輝            | 警員，薛天來的朋友 |
| 黃智賢 | 雄            | 警員，薛天來的朋友 |
| 王祖藍 | 蔡芯          | 乘客 |
| 姜皓文 |               | 賊王 |
| 林敏驄 |               | |
| 邵音音 |               | 茶水 |
| 吳保錡 |               | 以娜同事 |
| 梁雍婷 |               | 以娜同事 |
| 麥詠楠 |               | 以娜同事 |

## 外部連結
- 香港影庫上《男人唔可以窮》的資料（繁體中文）
- 開眼電影網上《男人不可以窮》的資料（繁體中文）
- 豆瓣电影上《男人不可以穷》的資料 （简体中文）
- 时光网上《男人不可以穷》的資料（简体中文）
- AllMovie上《男人唔可以窮》的资料（英文）
- 爛番茄上《男人唔可以窮》的資料（英文）
- 互联网电影数据库（IMDb）上《男人唔可以窮》的资料（英文）